# 피셔 에임스
피셔 에임스(영어: Fisher Ames, 1758년 4월 9일 ~ 1808년 7월 4일)는 미국의 정치가, 연설가, 법률가(lawyer)이다.

## 생애
1758년 매사추세츠주의 데햄에서 의사인 나다니엘 에임스의 아들로 태어났다. 1774년에 하버드 대학교를 졸업하였고, 1781년에 데햄에서 법을 공부하기 시작하였지만 결국에는 정치에 뜻이 있음을 선언하고는 그만두었다. 그는 1788년 2월 연방 헌법에 의해서 승인된 매사추세츠 협의회의 열성적인 회원이었다. 같은 해 그는 주 의회 하원에 입성하였다. 주 의회에서의 그의 웅변법과 토론에 대한 준비성은 그를 두드러지게 하였다.
8년간의 조지 워싱턴의 재임기간(1789년~1797년)동안 그는 연방의회의 하원에서 열성적인 연방주의자로 활동하였다. 1796년 4월 28일 제이 조약에 대해 반대하는 공화당원들이 제이 조약 집행의 승인을 막으려하자, 병상에서 막 일어난 에임스는 그의 인생에서 가장 중요하게 여겨지는 연설을 하였다. 그의 연설 전에는 그의 반대파가 과반을 차지하고 있었지만 결국 의장의 결정투표로 인하여 통과되었다. 워싱턴이 대통령에서 물러날 때 의회는 성명을 결의하고 그것을 에임스가 연설하도록 하였다.
1797년 그는 데햄으로 돌아와서 법 공부를 계속하였지만 건강이 악화되어 몇 년 후에 그만두어야 했다. 그는 수많은 글을 출판하였는데 주로 영국과 혁명정국의 프랑스의 경쟁 관계에 대한 것이었다. 에임스는 1798년 존 애덤스 대통령의 친프랑스 정책을 반대한 뚜렷한 친영국 성향의 뉴잉글랜드의 초연방주의자 집단인 “Essex Junto"의 일원이었다. 죽기 4년 전 그는 하버드 대학교의 총장으로 선출되었으나 이 역시 그의 건강 상태의 악화로 인하여 그만두어야 했다. 1808년 사망하였다.

## 역대 선거 결과
| 선거명      | 직책명                           | 대수 | 정당         | 득표율 | 득표수  | 결과 | 당락                       |
| ----------- | -------------------------------- | ---- | ------------ | ------ | ------- | ---- | -------------------------- |
| 1788년 선거 | 하원의원 (매사추세츠 제1선거구)  | 1대  | 연방주의자당 | 50.71% | 818표   | 1위  | 매사추세츠주 하원의원 당선 |
| 1790년 선거 | 하원의원 (매사추세츠 제1선거구)  | 2대  | 연방주의자당 | 74.63% | 1,850표 | 1위  | 매사추세츠주 하원의원 당선 |
| 1792년 선거 | 하원의원 (매사추세츠 광역선거구) | 3대  | 민주공화당   | 1.70%  | 145표   | 9위  | 낙선                       |
| 1792년 선거 | 하원의원 (매사추세츠 제1선거구)  | 3대  | 민주공화당   | 56.10% | 1,627표 | 1위  | 매사추세츠주 하원의원 당선 |
| 1794년 선거 | 하원의원 (매사추세츠 제8선거구)  | 4대  | 민주공화당   | 56.47% | 2,178표 | 1위  | 매사추세츠주 하원의원 당선 |

## 참고 문헌
- 본 문서에는 현재 퍼블릭 도메인에 속한 브리태니커 백과사전 제11판의 내용을 기초로 작성된 내용이 포함되어 있습니다.